# Башундхара Кингс
«Башунхдара Кингс» (бенг. বসুন্ধরা কিংস, англ. Bashundhara Kings) — бангладешский футбольный клуб из жилого района Башундхара в Дакке.
Клуб выступает в Премьер-лиге Бангладеш, высшем дивизионе страны. Основан в 2013 году, дебют в Премьер-лиге состоялся в сезоне 2018/19. Клуб принадлежит и управляется «Bashundhara Group».

## История

### Основание
Футбольный клуб «Башундхара Кингс» начал свою деятельность в 2016 году, участвуя в лиге DCC (N&S) Pioneer, где занял 3-е место. После этого клуб получил право участвовать в Третьей лиге, но принял решение перейти в Чемпионшип-лигу Бангладеш, второй по значимости дивизион страны, выполнив все условия для участия. В марте 2017 года Федерация футбола Бангладеш одобрила их заявку.

### Сезон 2017/18
Клуб провел свой первый официальный матч 7 августа 2017 года против «Уттар Баридхара». Первый гол в истории команды забил Рипон Бисвас. 18 августа клуб одержал первую победу, обыграв «НоФеЛ Спортинг» со счетом 1:0 благодаря голу капитана Роконуззамана Канчана.
4 ноября 2017 года «Башундхара Кингс» гарантировали себе участие в Премьер-лиге, одержав победу в Чемпионшип-лиге благодаря драматичному матчу с «Аграни Банк» (2:1). Президент клуба Имрул Хасан даже вышел на поле в роли игрока перед финальным свистком. Канчан завершил сезон с 11 голами, став вторым бомбардиром турнира. 11 ноября 2017 года клуб получил свой первый трофей — чемпионский кубок.

### Сезон 2018/19
29 июля 2018 года началась подготовка к новому сезону. В команду были подписаны Таухидул Алам Сабуз, Нурул Наим Файсал и Мохаммад Ибрагим. 5 сентября клуб назначил испанца Оскара Брюсона главным тренером, первым иностранцем в этой роли. 16 сентября был заключен контракт с костариканским нападающим Даниэлем Колиндресом, участником ЧМ-2018.
21 сентября 2018 года команда сыграла свой первый домашний матч на стадионе имени Шейха Камаля против клуба «Нью Рэдиант» с Мальдив. Это была товарищеская встреча, в которой «короли» одержали убедительную победу со счетом 4:1. Голы забили гаитянский нападающий Керван Бельфор, гамбийский форвард Усман Яллоу, а также местные игроки Тауидул Алам Сабуз и Махбубур Рахман Суфил.

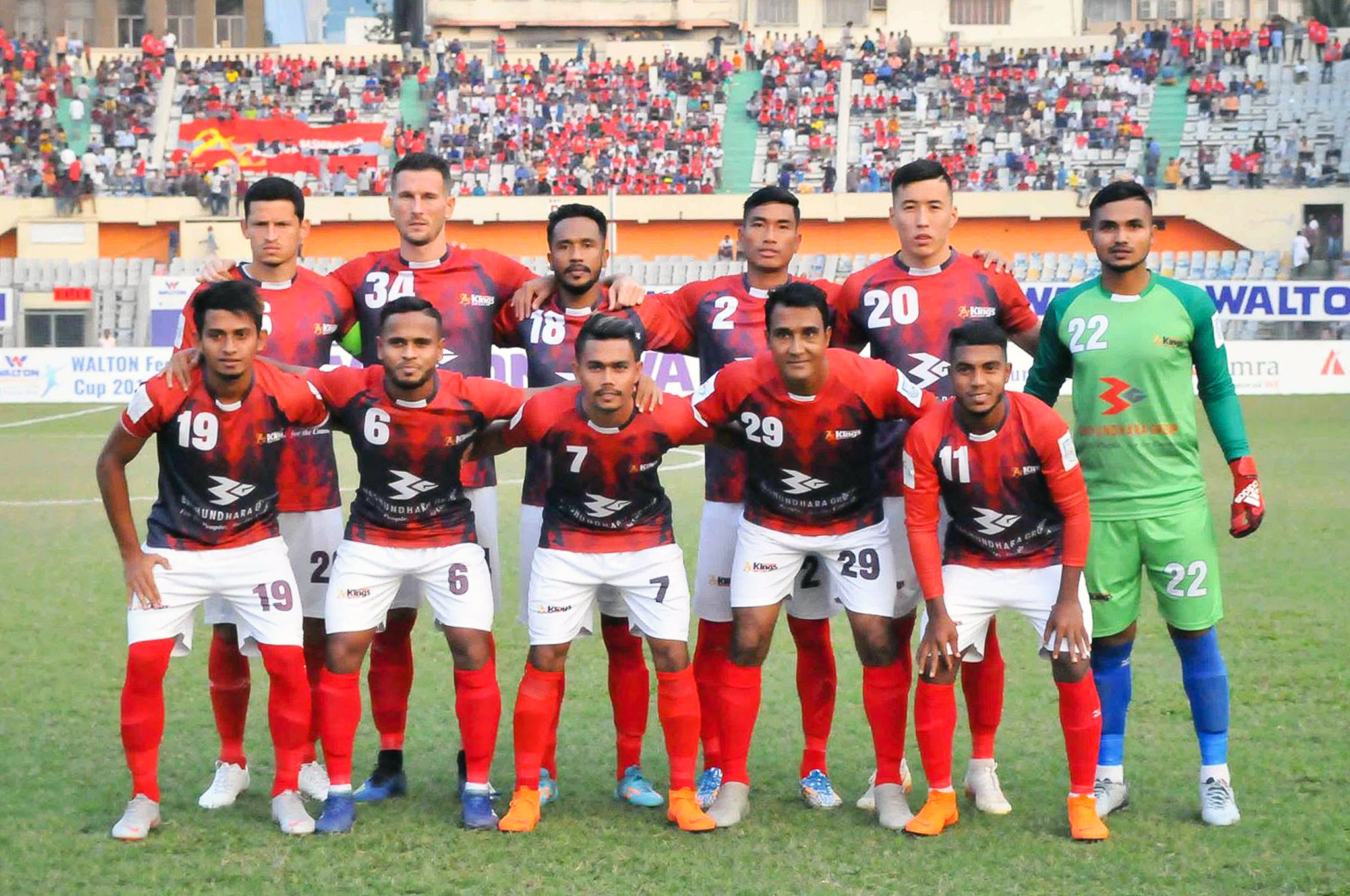
Стартовый состав «Башундхара Кингс» на финал Кубка Федерации 2018

В октябре клуб зарегистрировал 32 игрока, включая трех иностранцев. В Кубке Федерации клуб уверенно стартовал, одержав победу в дебютном матче против «Дакка Мохаммедан» со счётом 5:2. Команда дошла до финала, где уступила «Дакка Абахани» со счётом 1:3.
26 декабря 2018 года «Башундхара Кингс» завоевали Кубок Независимости, победив «Шейх Руссел» со счетом 2:1. Сезон завершился успешным дебютом в Премьер-лиге, где команда одержала 12 подряд побед и стала чемпионом, набрав 63 очка.

### Сезон 2019/20
В ноябре 2019 года клуб подписал местного защитника Тарика Кази. В феврале 2020 года аргентинец Эрнан Баркос присоединился к команде. 11 марта клуб одержал впечатляющую победу в дебютном матче Кубка АФК 2020 против клуба «Траст энд Кейр» со счётом 5:1, где Баркос забил четыре гола. Однако сезон был прерван из-за пандемии COVID-19, и в итоге ни Кубок АФК, ни чемпионат не был доигран.

### Сезон 2020/21
«Башундхара Кингс» продолжили свои успехи, завоевав Кубок Федерации и удержав титул чемпиона Премьер-лиги. Рауль Бесерра стал ключевым игроком сезона, забив пять голов.

### Сезон 2021/22
В августе 2022 года клуб завоевал третий подряд титул в Премьер-лиге, обеспечив себе участие в квалификации Лиги чемпионов АФК 2023. Лучшим бомбардиром стал Робсон Азеведо (16 голов), а у вратаря Анисура Рахмана Зико — 11 «сухих» матчей.

### Сезон 2022/23
26 мая 2023 года «Башундхара Кингс» стали первым клубом, выигравшим Премьер-лигу четыре раза подряд. Лучшим бомбардиром сезона стал Дореилтон Гомес (18 голов), а Робсон Азеведо вновь стал лидером по количеству результативных передач.

### Сезон 2023/24
«Башундхара Кингс» продолжает доминировать в Премьер-лиге. Команда благодаря сильному составу снова выигрывает чемпионат. Средний возраст команды составляет 24,5 года.

### Сезон 2024/25
Клуб сыграл в групповом этапе Лиги вызова АФК 2024/25, но занял последнее место в своей группе и завершил выступление.

## Домашний стадион

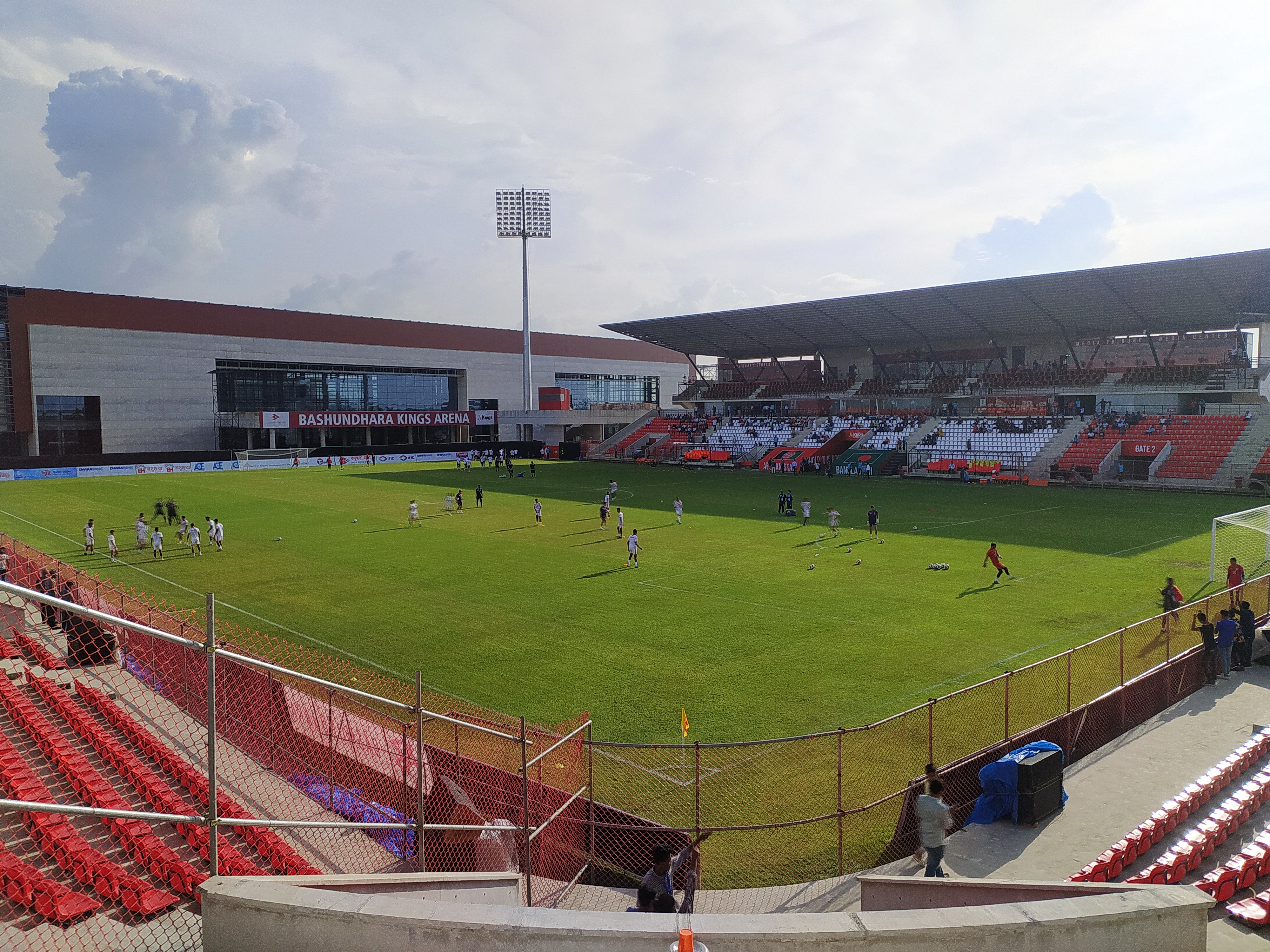
Общий вид на «Башундхара Кингс Арена» во время тренировки

С 2018 по 2021 год домашним стадионом «Башундхара Кингс» был Международный стадион Нилпхамари, рассчитанный более чем на 20 000 зрителей. Он расположен в Нилпхамари. В 2020 году стадион был обновлен и оформлен в цветах «Башундхара Кингс».

### Башундхара Кингс Арена
В 2019 году стало известно, что арена «Башундхара Кингс Арена» станет домашним стадионом клуба. Она расположена в северной зоне спортивного комплекса «Башундхара». Эта футбольная площадка оснащена современным натуральным газоном стандарта FIFA, раздевалками международного уровня, трибунами на 14 000 мест, VIP-ложами, пресс-центром, местами для комментаторов и освещением, соответствующим стандартам для трансляций.
Начиная с сезона 2021/2022, «Башундхара Кингс» использует эту арену как домашний стадион. 17 февраля 2022 года клуб провёл первый матч на арене против «Бангладеш Полис» и одержали победу со счетом 3:0.

## Текущий состав
Примечание: Флаги указываются, так как игрок может иметь более одного гражданства по правилам ФИФА.
| №  |           | Позиция | Игрок                 |
| -- | --------- | ------- | --------------------- |
| 1  | Бангладеш | Вр      | Анисур Рахман Зико    |
| 2  | Нигерия   | Защ     | Исайах Эджех          |
| 4  | Бангладеш | Защ     | Топу Барман           |
| 5  | Бангладеш | Защ     | Тутул Хосейн Бадша    |
| 6  | Бангладеш | ПЗ      | Шохел Рана            |
| 7  | Бангладеш | Нап     | Ракиб Хосейн          |
| 8  | Бразилия  | ПЗ      | Мигель Фигуейра       |
| 9  | Франция   | Нап     | Джаред Хаса           |
| 10 | Бразилия  | Нап     | Робсон Азеведо        |
| 11 | Бангладеш | Нап     | Фойсал Ахмед Фахим    |
| 12 | Бангладеш | Защ     | Бишванат Гош          |
| 14 | Бангладеш | ПЗ      | Чандон Рой            |
| 17 | Бангладеш | ПЗ      | Сохел Рана            |
| 18 | Бангладеш | Защ     | Мохаммед Джахид Хасан |
| 19 | Бангладеш | Нап     | Мд Рабби Хоссен Рахул |
| 22 | Бангладеш | Защ     | Мд Саад Уддин         |
| 23 | Бангладеш | Нап     | Рафикул Ислам         |

| №  |           | Позиция | Игрок                   |
| -- | --------- | ------- | ----------------------- |
| 24 | Бангладеш | Защ     | Мд Шойбур Рахман Миджан |
| 27 | Бангладеш | Вр      | Мд Шахин Молла          |
| 28 | Бангладеш | Защ     | Мд Юсуф Али             |
| 29 | Бангладеш | ПЗ      | Мохсин Ахмед            |
| 30 | Бангладеш | Вр      | Мд Мехеди Хасан         |
| 33 | Бангладеш | ПЗ      | Шех Морсалин            |
| 37 | Бангладеш | ПЗ      | Моджибур Рахман Джони   |
| 40 | Бангладеш | Защ     | Тарик Кази              |
| 44 | Бангладеш | ПЗ      | Мд Саббир Хосейн        |
| 47 | Бангладеш | ПЗ      | Акмол Хосейн Ноён       |
| 50 | Бангладеш | Вр      | Мехеди Хасан Срабон     |
| 52 | Бангладеш | Защ     | Мд Инсан Хосейн         |
| 66 | Бангладеш | Вр      | Мохаммад Асиф           |
| 69 | Бангладеш | ПЗ      | Мд Махмудул Хасан       |
| 71 | Бангладеш | Защ     | Римон Хосейн            |
| 90 | Бангладеш | Защ     | Мд Радж Молла           |
| 95 | Бразилия  | ПЗ      | Фернандес               |

## Достижения

### Национальные
- Премьер-лига Бангладеш
  - Чемпион (5): 2018/19, 2020/21, 2021/22, 2022/23, 2023/24
- Лига чемпионов Бангладеш
  - Чемпион (1): 2017/18
- Кубок федерации Бангладеш
  - Чемпион (3): 2019/20, 2020/21, 2023/24
- Кубок Независимости
  - Чемпион (3): 2018/19, 2022/23, 2023/24